# エリー鉄道
エリー鉄道（エリーてつどう、英語: Erie Railroad、報告記号はERIE）は、ニューヨークとエリー湖を結んで、ニューヨーク州、ニュージャージー州、ペンシルベニア州、オハイオ州、インディアナ州、イリノイ州で運行していた鉄道会社である。ニューヨーク州南部（サザン・ティア）、特にビンガムトンやエルマイラの開発と経済発展にとって大きな影響を及ぼした。
アメリカ合衆国の鉄道の黄金期に、エリー鉄道の財務状況は上下していたものの、おおむね利益を上げており、結果としてクリーブランドやシカゴへ延長することができた。
1960年にエリー鉄道はデラウェア・ラッカワナ・アンド・ウェスタン鉄道と合併してエリー・ラッカワナ鉄道となり、1976年にはコンレールの一部となった。1983年にメイン・ラインを含む残りの部分はニュージャージー・トランジットの鉄道路線となった。

## 歴史

### ニューヨーク・アンド・エリー鉄道 1832年 - 1861年

1834年の計画路線図

ニューヨーク・アンド・エリー鉄道 (New York and Erie Rail Road) は、ニューヨークの北にあるハドソン川沿いの町ピアモントとエリー湖沿いの町ダンカークを結ぶ計画で、ニューヨーク州知事エノス・トループから1832年4月24日に特許を得た。1841年2月16日には、デラウェア川の西側でペンシルベニア州の北東側角の部分を通過する許可を得た。建設は1836年に始まり、ピアモントからゴーシェンまで1841年9月23日に開通した。財務上の問題を何点か乗り越えて、1846年8月に建設は再開され、次のポート・ジャービスまでの区間は1848年1月7日に開通した。さらに1848年12月27日にはビンガムトンへ、1849年1月1日にはオウェゴへと延長され、ダンカークまでの全区間は1851年5月19日に開通した。ダンカークではエリー湖を渡りミシガン州デトロイトへ連絡する汽船に接続していた。
この路線は6フィート（1,829 mm）の広軌で建設された。これは、他の路線へ輸送が流出するのを防ぐもっともよい方法と考えられたためであった。
1848年には、ペンシルベニア州レーンズボロにスタールッカ・クリークを横断する石造のスタールッカ高架橋が建設された。これは現存しており使用されている。この高架橋は長さ1,040フィート（317 m）、高さ100フィート (30.5 m)、軌道面での幅25フィート (7.6 m) ある。ペンシルベニア州で現在も使用中の石造鉄道橋としては最古のものである。
1845年4月8日には、ハリマンの近くで本線から分岐して北北東へハドソン川沿いのニューバーグまでを結ぶニューバーグ支線を建設する鉄道特許の追加を受けた。この支線は1850年1月8日に開通した。この路線は後に、川の対岸にあるビーコンと結ぶ鉄道はしけによりニューヨーク・アンド・ニューイングランド鉄道との連絡に使用された。
パターソン・アンド・ラマポ鉄道 (Paterson and Ramapo Railroad) とユニオン鉄道 (Union Railroad) は1848年に開通し、ラマポのサファーンでニューヨーク・アンド・エリー鉄道と接続して、ニューヨークのハドソン川対岸にあるジャージーシティまでを結んだ。通しの乗車券発売は1851年に開始されたが、軌間が異なっていたのでラマポで乗換が必要であった。1852年にはニューヨーク・アンド・エリー鉄道はこの2社をパターソン・アンド・ハドソン・リバー鉄道とともに借り受け、広軌の列車を走らせられるようにする三線軌条の工事が完了した後、1853年11月からニュージャージー鉄道のジャージーシティのターミナルへニューヨーク・アンド・エリー鉄道の列車が乗り入れるようになった。
1852年に、ニューヨーク・セントラル鉄道の鉄道網の一環を構成する、バッファロー・アンド・ロチェスター鉄道がバッファローとバタビアを結ぶ新しい路線を開通させた。この新線のうち、バッファローからアッティカまでは、ニューヨーク・アンド・エリー鉄道傘下のアッティカ・アンド・ホーネルズビル鉄道 (Attica and Hornellsville Railroad) を再構成した、バッファロー・アンド・ニューヨーク・シティ鉄道 (Buffalo and New York City Railroad) に売却され、ニューヨーク・アンド・エリー鉄道と同じ広軌に改軌された。アッティカから南東にホーネルズビルまでの延長は1852年11月17日に開通し、これによりニューヨーク・アンド・エリー鉄道はダンカークより優れた終点であるバッファローへ到達することができた。

1855年の路線図

ニューヨーク・アンド・エリー鉄道は、シェマング鉄道の運行を1850年に開始し、これによりホースヘッズから北へワトキンズまでの支線を得た。さらにキャナンデーグア・アンド・エルマイラ鉄道 (Canandaigua and Elmira Railroad) が北への延長として1851年にワトキンズからキャナンデーグアまで開通し、ニューヨーク・アンド・エリー鉄道が1853年まで営業した。この時点でエリー鉄道は、シェマング鉄道をキャナンデーグア・アンド・エルマイラ鉄道へ転貸した。キャナンデーグア・アンド・エルマイラ鉄道は1857年に破産し、1859年にエルマイラ・キャナンデーグア・アンド・ナイアガラ・フォールズ鉄道 (Elmira, Canandaiga and Niagara Falls Railroad) として再建され、破産中の1858年にニューヨーク・アンド・エリー鉄道に返却されていたシェマング鉄道はこの時点で再び転貸された。
キャナンデーグア・アンド・ナイアガラ・フォールズ鉄道 (Canandaigua and Niagara Falls Railroad) はこの路線をさらにキャナンデーグアからノース・トナワンダ (North Tonawanda) まで延長し、そこからバッファロー・アンド・ナイアガラ・フォールズ鉄道からの線路使用権によりナイアガラフォールズまで、そしてナイアガラフォールズ橋をわたってオンタリオ州へとつないだ。この路線も1853年の開通からキャナンデーグア・アンド・エルマイラ鉄道によって借り受けられたが、破産した後1858年に返却され、ナイアガラ・ブリッジ・アンド・キャナンデーグア鉄道 (Niagara Bridge and Canandaigua Railroad) として再建されニューヨーク・セントラル鉄道によって借り受けられた。ニューヨーク・セントラル鉄道はこの路線を標準軌に改築して、ニューヨーク・アンド・エリー鉄道を締め出した。
ニューヨーク・アンド・エリー鉄道は蒸気機関車の燃料を得るために、ペンシルベニア州のエルク郡、ジェファーソン郡、クリアフィールド郡などの炭田へ向けて南へ進んだ。こうした動きは1859年2月26日に2つの鉄道会社を合併してバッファロー・ブラッドフォード・アンド・ピッツバーグ鉄道 (Buffalo, Bradford and Pittsburgh Railroad) を発足させたところから始まった。この新しい会社は、ニューヨーク・アンド・エリー鉄道によって支援されていた。バッファロー・ブラッドフォード・アンド・ピッツバーグ鉄道は、ニューヨーク・アンド・エリー鉄道の本線からニューヨーク州キャロルトンで分岐し、25.97マイル走ってペンシルベニア州ブラッドフォードまでを結んだ。歴青を産出する鉱山のあるジャイルズビル (Gilesville) まで1866年1月1日に開通した。

### エリー鉄道 1861年 - 1878年
建設費がかさんだために、1859年8月にニューヨーク・アンド・エリー鉄道は倒産し、1861年6月25日にエリー鉄道 (Erie Railway) として再建された。これはアメリカ合衆国において主要な幹線鉄道が倒産した最初の例であった。
1863年にエリー鉄道はバッファロー・ニューヨーク・アンド・エリー鉄道 (Buffalo, New York and Erie Railroad) とその子会社ロチェスター・アンド・ジェネシー・バレー鉄道 (Rochester and Genesee Valley Railroad) を借り受け、それをペンシルバニア鉄道の子会社ノーザン・セントラル鉄道と共同で運営した。バッファロー・ニューヨーク・アンド・エリー鉄道は、旧ニューヨーク・アンド・エリー鉄道の倒産を受けて1857年にバッファロー・アンド・ニューヨーク・シティ鉄道 (Buffalo and New York City Railroad) を買収し、そのアッティカ以西の路線を自社のコーニングからバッファローへ到達するために使用した。ロチェスター・アンド・ジェネシー・バレー鉄道は、本線からエイボンで分岐し、北へロチェスターまでを結んだ。こうしたことによりフィラデルフィアとバッファローを結ぶ路線が形成された。この時期、ノーザン・セントラル鉄道はエルマイラ・アンド・ウィリアムズポート鉄道を借り受けてエルマイラから南へペンシルベニア州内の路線をこの経路の一部としていた。ホーネルズビル経由の路線をエリー鉄道が使用する料金が高すぎるという論争があり、またエルマイラで軌間が断絶しているという問題があったため、この契約は1866年に解消された。エルマイラ・ジェファーソン・アンド・キャナンデーグア鉄道 (Elmira, Jefferson and Canandaigua Railroad) とその子会社となっていたシェマング鉄道はノーザン・セントラル鉄道に譲渡され、ノーザン・セントラル鉄道の標準軌の列車が運行できるようにするために三線軌条化された。
ナイアガラフォールズ橋へ再び到達できるようにするために、エリー鉄道はサスペンション・ブリッジ・アンド・エリー・ジャンクション鉄道 (Suspension Bridge and Erie Junction Railroad) を設立して1868年に路線特許を得た。この路線は1871年に開通し、バッファローの東からトナワンダへ結んで、そこからニューヨーク・セントラル鉄道傘下のバッファロー・アンド・ナイアガラ・フォールズ鉄道に沿って橋までを結んだ。エリー・インターナショナル鉄道 (Erie International Railway) は1872年に特許を受けて、1874年に開通し、これによりインターナショナル橋への支線ができ、ロックポート・アンド・バッファロー鉄道 (Lockport and Buffalow Railway) は1871年に特許を受けて1879年に開通し、これによりロックポートへも支線ができた。
1860年代に発生した通称「エリー戦争」では、4人のよく知られた資本家が会社の支配権を巡って争った。コーネリアス・ヴァンダービルトが、ダニエル・ドルー、ジェームズ・フィスク、ジェイ・グールドなどと争ったが、グールドが最終的にこの抗争に勝利した。しかし1869年のブラック・フライデーにまつわる金取引の不正工作スキャンダルへの関与や、イギリスの詐欺師ゴードン＝ゴードン卿に100万ドル相当のエリー鉄道株を騙し取られたことなどから、1872年から1873年にかけてエリー鉄道の支配権を失うことになった。
1869年にエリー鉄道は、主な鉄道工場の施設をダンカークからバッファローへ移転させた。ダンカークの工場施設は解体されることなく、かつてのニューヨーク・アンド・エリー鉄道の主任技師長で1851年にダンカークへ最初に運転された列車を運転したホレイショ・ブルックスに貸し付けられた。ブルックスはこの工場施設を利用してブルックス・ロコモティブ・ワークスを創業し、後に1901年に他の7つの機関車メーカーと合併してアメリカン・ロコモティブ（アルコ）となった。アルコは1934年までここで蒸気機関車の新製を続けたが、最終的に1962年に工場は完全に閉鎖された。

### ニューヨーク・レイク・エリー・アンド・ウェスタン鉄道 1878年 - 1895年

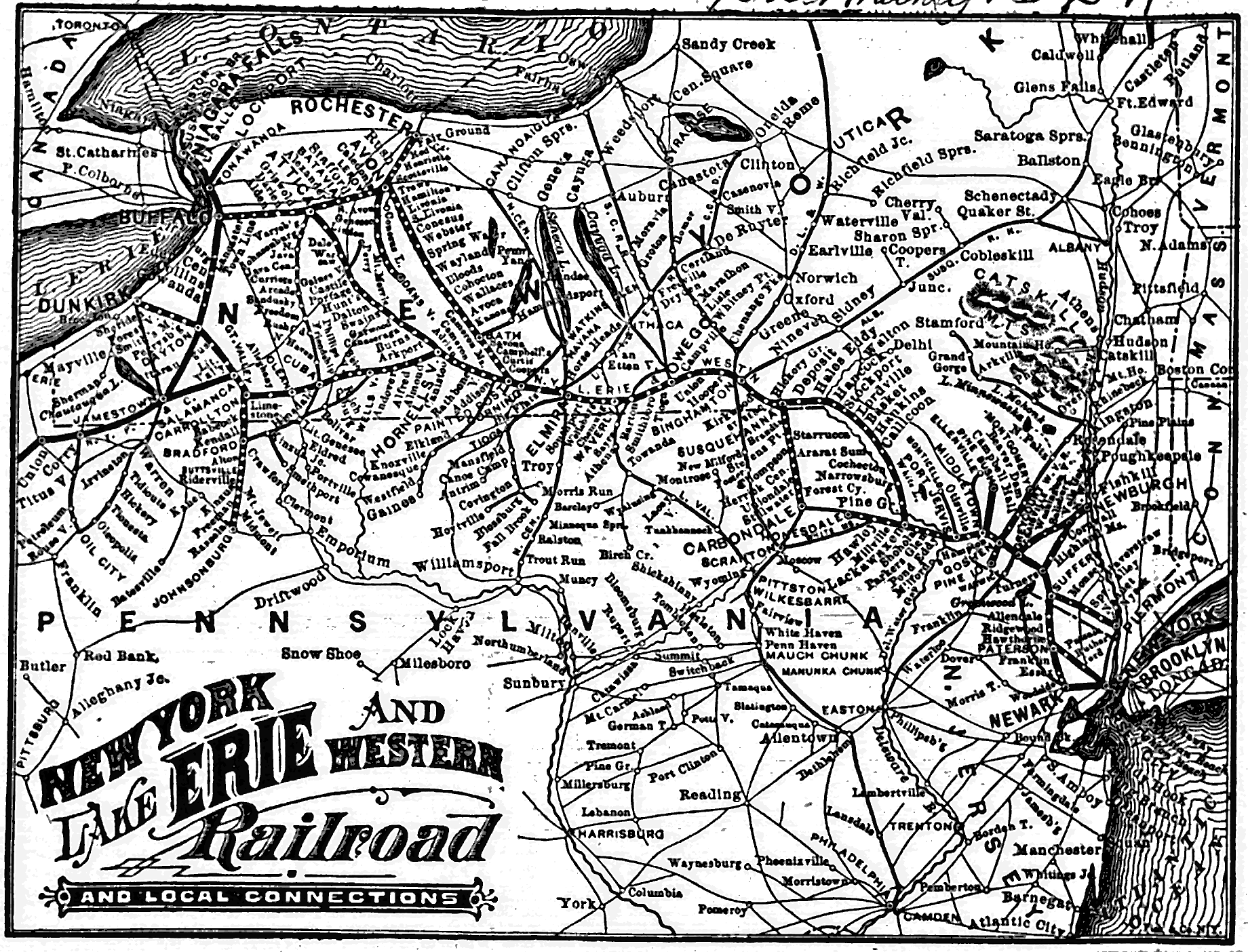
1884年の路線図

エリー鉄道は相変わらず利益を出すことができず、倒産して1878年に売却され、ニューヨーク・レイク・エリー・アンド・ウェスタン鉄道 (New York, Lake Erie and Western Railroad) となった。
ニューヨーク・レイク・エリー・アンド・ウェスタン炭鉱鉄道会社は1881年から1882年にかけて29.68マイル路線を南へ延長して、ペンシルベニア州ジョンソンバーグへと結んだ。この路線にはかつては重要であったキンズア橋を含んでいる。
1883年にはサラマンカから西へ走るニューヨーク・ペンシルバニア・アンド・オハイオ鉄道を借り受けて、ニューヨーク州より西へと拡大した。結果的に、ニューヨーク・レイク・エリー・アンド・ウェスタン鉄道はシカゴへと到達することになった。
1886年に、エリー鉄道とレディング鉄道はジャージーシティにおける両社の2つのターミナルでフェリーの運航を共同化した。平日および土曜日には1日11往復、日曜日には1日4往復であった。

### エリー鉄道 1895年 - 1960年

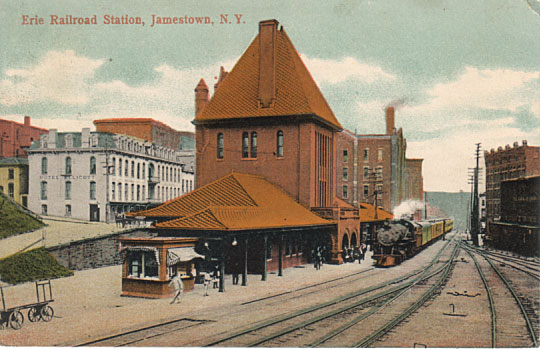
ニューヨーク州ジェームズタウンの駅、1909年頃

1893年にニューヨーク・レイク・エリー・アンド・ウェスタン鉄道は再び倒産し、1895年にエリー鉄道 (Erie Railroad) として再建された。
1897年にはエリー鉄道はペンシルバニア鉄道から、ジョンソンバーグからブロックウェイ（当時はブロックウェイビルと呼ばれていた）までの27.76マイルの線路使用権を得た。
1907年5月1日にはエリー鉄道はさらにバッファロー・ロチェスタ・アンド・ピッツバーグ鉄道から、ジョンソンバーグの北にあるペンシルベニア州クラリオンからジェファーソン郡にある後にクレイマーと呼ばれるエレアノラ・ジャンクション (Eleanora Junction) までの線路使用権を得た。この路線の延長は50.67マイルであった。
ジョージ・パーキンス (George Perkins) は1910年にフレデリック・アンダーウッドをエリー鉄道に連れてきて社長とした。1913年の東部鉄道ストライキの間には、アンダーウッドはニューランズ開拓法に基づく仲裁人によってなされたいかなる規定も受け入れると表明した。エリー鉄道の従業員の要求には賃金の20パーセント増があった。エリー鉄道の経営陣はこの賃金増を拒否したが、従業員に対して1915年1月までさらなる進展を待つように依頼して妥協した。組合の代表はこの妥協に同意した。しかし列車乗務員友愛組合の総裁であったW.G.リーは、エリー鉄道と交渉する唯一の方法は、J.P.モルガンや銀行を通じた方法であると主張した。アンダーウッドはウィスコンシン州ウォーワトサの自宅から「私がエリー鉄道を経営しているのだ。ジョージ・パーキンスでも、J.P.モルガンでも、他の誰でもない」と返信した。
1920年代半ば、ヴァン・スワリンゲン兄弟がエリー鉄道の支配権を握り、機関車や鉄道車両の標準化など運営を改善して、収益を上げた。
1938年には、エリー鉄道は有名な合衆国最高裁判所の判決、エリー鉄道対トンプキンズ事件の当事者となった。この件は連邦各州で法制が異なるときの州法の適用に関するものとして、今日でもアメリカの法科大学で教えられている。
1948年9月15日、クリーブランド・ユニオン・ターミナルズ会社は、エリー鉄道の古い駅の代わりに、ターミナル・タワーに隣接するユニオン駅を使用することを許可した。
エリー鉄道では蒸気機関車の最終運行は1954年5月17日のこととなり、ジャージーシティとニューヨーク州スプリング・バレーを結ぶ通勤列車をK-1型パシフィック機2530号が牽引した。
1958年、エリー鉄道はハドソン川沿いのターミナル駅をパボニア駅からホーボーケン駅へ移転した。1960年にはデラウェア・ラッカワナ・アンド・ウェスタン鉄道と合併した。新会社名はエリー・ラッカワナ鉄道となった。

## 旅客列車
エリー鉄道は多くの愛称つき旅客列車を運行していたが、ペンシルバニア鉄道のブロードウェイ特急やニューヨーク・セントラル鉄道の20世紀特急ほど有名でも、成功を収めもしなかった。エリー鉄道の中でも有名な列車としてはエリー特急、レイク・シティズ、パシフィック・エクスプレス、アトランティック・エクスプレス、ミッドランダー、サザン・ティア・エクスプレス、マウンテン・エクスプレス、タキシードといったものがある。

## 機関車
- L-1型（英語版） 0-8-8-0補助機関車
- トリプレックスの車軸配置2-8-8-8-2の補助機関車

## 歴代社長
エリー鉄道の歴代社長を以下に示す。

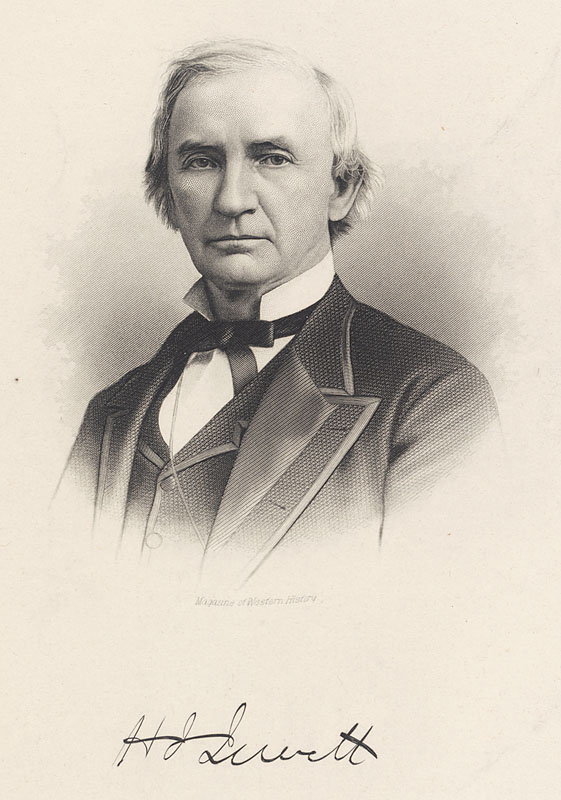
ヒュー・ジューエット

- エリーザー・ロード（1833年 - 1835年）
- ジェームズ・ゴア・キング（英語版）（1835年 - 1839年）
- エリーザー・ロード（1839年 - 1841年）
- ジェームズ・バウエン（英語版）（1841年 - 1842年）
- ウィリアム・マクスウェル（1842年 - 1843年）
- ホレイショ・アレン（1843年 - 1844年）
- エリーザー・ロード（1844年 - 1845年）
- ジェームズ・フーパー（1845年中の2か月間）
- ベンジャミン・ローダー（1845年 - 1853年）
- ホーマー・ラムズデル（1853年 - 1857年）
- チャールズ・モラン（1857年 - 1859年）
- サミュエル・マーシュ（1859年 - 1861年）
- ナサニエル・マーシュ（1861年 - 1864年）
- サミュエル・マーシュ（1864年中の2か月間）
- ロバート・バーデル（1864年 - 1867年）
- ジョン・キング（1884年 - 1894年）
- エベン・トーマス（1894年 - 1901年）
- フレデリック・アンダーウッド（英語版）（1901年 - 1926年12月31日引退）
- ジョン・ジョセフ・バーネット（英語版）（1927年 - 1929年）[5]
- チャールズ・ユージン・デニー（英語版）（1929年 - 1939年）
- ロバート・イーストマン・ウッドラフ（英語版）（1941年 - 1949年）
- ポール・ジョンストン（1949年 - 1956年）
- ハリー・ヴォン・ウィラー（1956年 - 1960年）